# Hottwil
Hottwil is een plaats en voormalige gemeente in het Zwitserse kanton Aargau, en maakt sinds 1 januari 2010 deel uit van de gemeente Mettauertal in het district Laufenburg.
Etzgen · Hottwil · Mettau · Oberhofen · Wil
- Gemeinsame Normdatei: 4377641-3
- Historisch woordenboek van Zwitserland: 001694
- Nationale Bibliotheek van Israël: 987007542623105171
- Virtual International Authority File: 151442475